# Reprezentacja Polski na Mistrzostwach Europy w Wioślarstwie 2010
Reprezentacja Polski na Mistrzostwach Europy w Wioślarstwie 2010 liczyła 47 sportowców. Najlepszym wynikiem było 1. miejsce w czwórce podwójnej mężczyzn.

## Medale

### Złote medale
czwórka podwójna (M4x): Konrad Wasielewski, Marek Kolbowicz, Michał Jeliński, Adam Korol

### Srebrne medale
czwórka bez sternika wagi lekkiej (LM4-): Łukasz Pawłowski, Łukasz Siemion, Miłosz Bernatajtys, Paweł Rańda
ósemka (M8+): Rafał Hejmej, Jarosław Godek, Piotr Hojka, Krystian Aranowski, Michał Szpakowski, Marcin Brzeziński, Piotr Juszczak, Mikołaj Burda, Daniel Trojanowski
dwójka podwójna (W2x): Magdalena Fularczyk, Julia Michalska
dwójka podwójna wagi lekkiej (LW2x): Magdalena Kemnitz, Agnieszka Renc

### Brązowe medale
Brak

## Wyniki

### Konkurencje mężczyzn
- jedynka (M1x): Piotr Licznerski – 18. miejsce
- jedynka wagi lekkiej (LM1x): Bartłomiej Leśniak – 5. miejsce
- dwójka bez sternika (M2-): Maciej Mattik, Zbigniew Schodowski – 6. miejsce
- dwójka podwójna (M2x): Michał Słoma, Wiktor Chabel – 5. miejsce
- dwójka podwójna wagi lekkiej (LM2x): Bartłomiej Pawełczak, Mariusz Stańczuk – 13. miejsce
- czwórka bez sternika (M4-): Dariusz Radosz, Sebastian Kosiorek, Ryszard Ablewski, Patryk Brzeziński – 9. miejsce
- czwórka bez sternika wagi lekkiej (LM4-): Łukasz Pawłowski, Łukasz Siemion, Miłosz Bernatajtys, Paweł Rańda – 2. miejsce
- czwórka podwójna (M4x): Konrad Wasielewski, Marek Kolbowicz, Michał Jeliński, Adam Korol – 1. miejsce
- ósemka (M8+): Rafał Hejmej, Jarosław Godek, Piotr Hojka, Krystian Aranowski, Michał Szpakowski, Marcin Brzeziński, Piotr Juszczak, Mikołaj Burda, Daniel Trojanowski – 2. miejsce

### Konkurencje kobiet
- jedynka wagi lekkiej (LW1x): Weronika Deresz – 6. miejsce
- dwójka podwójna (W2x): Magdalena Fularczyk, Julia Michalska – 2. miejsce
- dwójka podwójna wagi lekkiej (LW2x): Magdalena Kemnitz, Agnieszka Renc – 2. miejsce
- czwórka podwójna (W4x): Agnieszka Kobus, Karolina Gniadek, Agata Gramatyka, Natalia Madaj – 4. miejsce
- ósemka (W8+): Anna Karzyńska, Kornelia Nitzler, Zuzanna Trzcińska, Magda Korczak, Kinga Kantorska, Marta Liniewska, Joanna Leszczyńska, Kamila Soćko, Paulina Górska – 7. miejsce